# زعاف
کلت یا تپانچهٔ زُعاف یک سلاح کمری از نوع پیستول نیمه خودکار با کالیبر ۹ میلی‌متری ایرانی است که فشنگ‌های ۹×۱۹ میلی‌متری پارابلوم را شلیک می‌کند و یک کپی از سلاح آلمانی زیگ زائور پی۲۲۶ محسوب می‌شود، هرچند شکل قبضه آن تفاوت جزئی با این سلاح دارد.
زعاف با فشار مستقیم گاز باروت مسلح و لوله آن با هوا خنک می‌شود. دارای دستگاه نشانه روی از نوع مگسک و شکاف نشانه روی است و چهار ضامن دارد که یکی برای باز و بسته کردن سلاح، یکی برای جلب توجه به تیر آخر، یکی برای مسلح کردن و دیگری برای تعویض خشاب است.
کلمه زعاف در زبان عربی به معنای بسیار کشنده می‌باشد.

## برد سلاح
این کلت دارای برد مفید حدود ۱۵ متر و برد نهایی حدود ۵۰ متر است.